# Trophée de France 2009
Navigation
Édition précédente Édition suivante
Le Trophée de France est une compétition internationale de patinage artistique qui se déroule en France au cours de l'automne. Il accueille des patineurs amateurs de niveau senior dans quatre catégories: simple messieurs, simple dames, couple artistique et danse sur glace. En 2009 il s'appelait également Trophée Eric Bompard.
Le vingt-troisième Trophée de France est organisé du 15 au 18 octobre 2009 au palais omnisports de Paris-Bercy. Il est la première compétition du Grand Prix ISU senior de la saison 2009/2010.

## Résultats

### Messieurs

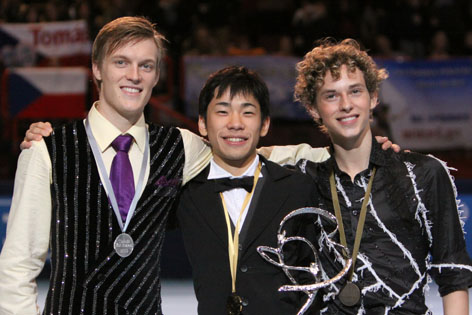
Podium des Messieurs

| Rang | Nom              | Pays       | Points | Programme court | Programme court | Programme libre | Programme libre |
| ---- | ---------------- | ---------- | ------ | --------------- | --------------- | --------------- | --------------- |
| 1    | Nobunari Oda     | Japon      | 242.53 | 2               | 79.20           | 1               | 163.33          |
| 2    | Tomáš Verner     | Tchéquie   | 229.96 | 1               | 81.00           | 2               | 148.96          |
| 3    | Adam Rippon      | États-Unis | 219.96 | 3               | 75.82           | 3               | 144.14          |
| 4    | Brian Joubert    | France     | 207.39 | 6               | 72.15           | 4               | 135.24          |
| 5    | Yannick Ponsero  | France     | 205.74 | 5               | 72.50           | 5               | 133.24          |
| 6    | Sergey Voronov   | Russie     | 204.45 | 4               | 72.80           | 6               | 131.65          |
| 7    | Alban Préaubert  | France     | 189.63 | 7               | 66.49           | 7               | 123.14          |
| 8    | Yang Chao        | Chine      | 178.63 | 9               | 60.72           | 8               | 117.91          |
| 9    | Ryan Bradley     | États-Unis | 177.65 | 8               | 65.21           | 10              | 112.44          |
| 10   | Peter Liebers    | Allemagne  | 176.52 | 11              | 60.31           | 9               | 116.21          |
| 11   | Javier Fernández | Espagne    | 170.16 | 10              | 60.56           | 11              | 109.60          |
| 12   | Vaughn Chipeur   | Canada     | 155.43 | 12              | 51.45           | 12              | 103.98          |

### Dames

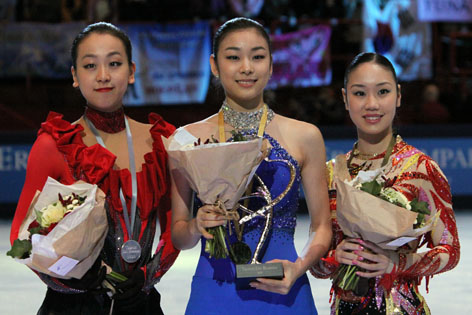
Podium des Dames

| Rang | Nom                  | Pays         | Points | Programme court | Programme court | Programme libre | Programme libre |
| ---- | -------------------- | ------------ | ------ | --------------- | --------------- | --------------- | --------------- |
| 1    | Kim Yuna             | Corée du Sud | 210.03 | 1               | 76.08           | 1               | 133.95          |
| 2    | Mao Asada            | Japon        | 173.99 | 3               | 58.96           | 2               | 115.03          |
| 3    | Yukari Nakano        | Japon        | 165.70 | 2               | 59.64           | 3               | 106.06          |
| 4    | Caroline Zhang       | États-Unis   | 153.15 | 5               | 57.26           | 5               | 95.89           |
| 5    | Alexe Gilles         | États-Unis   | 151.92 | 4               | 58.22           | 7               | 93.70           |
| 6    | Carolina Kostner     | Italie       | 147.63 | 7               | 51.26           | 4               | 96.37           |
| 7    | Elene Gedevanishvili | Géorgie      | 143.43 | 8               | 48.68           | 6               | 94.75           |
| 8    | Kiira Korpi          | Finlande     | 138.83 | 6               | 54.20           | 8               | 84.63           |
| 9    | Gwendoline Didier    | France       | 118.07 | 10              | 41.96           | 9               | 76.11           |
| 10   | Anna Jurkiewicz      | Pologne      | 115.06 | 9               | 43.86           | 10              | 71.20           |

### Couples

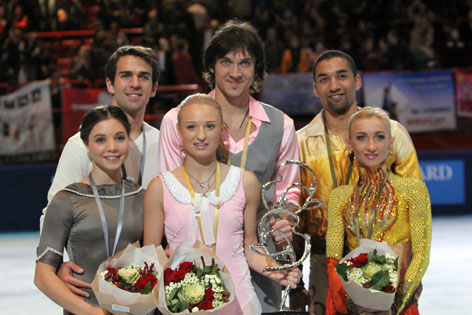
Podium des couples artistiques

| Rang | Nom                               | Pays       | Points | Programme court | Programme court | Programme libre | Programme libre |
| ---- | --------------------------------- | ---------- | ------ | --------------- | --------------- | --------------- | --------------- |
| 1    | Maria Mukhortova / Maksim Trankov | Russie     | 192.93 | 2               | 68.88           | 1               | 126.05          |
| 2    | Jessica Dubé / Bryce Davison      | Canada     | 180.97 | 3               | 64.54           | 2               | 116.43          |
| 3    | Aljona Savchenko / Robin Szolkowy | Allemagne  | 174.42 | 1               | 72.98           | 4               | 101.44          |
| 4    | Rena Inoue / John Baldwin         | États-Unis | 158.36 | 5               | 55.06           | 3               | 103.30          |
| 5    | Adeline Canac / Maximin Coia      | France     | 150.18 | 4               | 65.96           | 6               | 94.22           |
| 6    | Dong Huibo / Wu Yiming            | Chine      | 144.45 | 6               | 49.70           | 5               | 94.75           |
| 7    | Marissa Castelli / Simon Shnapir  | États-Unis | 133.01 | 7               | 49.50           | 7               | 83.51           |
| 8    | Vanessa James / Yannick Bonheur   | France     | 118.66 | 8               | 38.96           | 8               | 79.70           |

### Danse sur glace

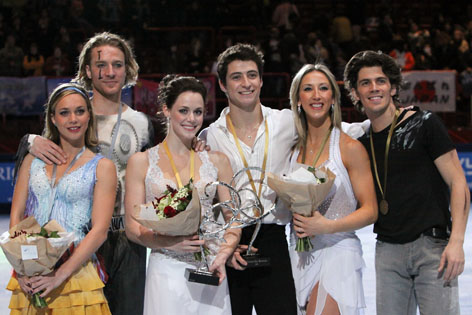
Podium de la danse sur glace

| Rang | Nom                                 | Pays        | Points | Danse imposée | Danse imposée | Danse originale | Danse originale | Danse libre | Danse libre |
| ---- | ----------------------------------- | ----------- | ------ | ------------- | ------------- | --------------- | --------------- | ----------- | ----------- |
| 1    | Tessa Virtue / Scott Moir           | Canada      | 197.71 | 1             | 38.41         | 1               | 61.91           | 1           | 97.39       |
| 2    | Nathalie Péchalat / Fabian Bourzat  | France      | 181.64 | 3             | 35.53         | 2               | 56.34           | 2           | 89.77       |
| 3    | Sinead Kerr / John Kerr             | Royaume-Uni | 177.11 | 2             | 36.13         | 3               | 54.73           | 3           | 86.25       |
| 4    | Emily Samuelson / Evan Bates        | États-Unis  | 158.07 | 4             | 31.11         | 6               | 46.55           | 5           | 80.41       |
| 5    | Ekaterina Rubleva / Ivan Shefer     | Russie      | 155.54 | 8             | 27.12         | 5               | 47.12           | 4           | 81.30       |
| 6    | Kimberly Navarro / Brent Bommentre  | États-Unis  | 150.29 | 6             | 29.19         | 4               | 48.17           | 7           | 72.93       |
| 7    | Kristina Gorshkova / Vitali Butikov | Russie      | 145.96 | 5             | 29.56         | 7               | 45.58           | 8           | 70.82       |
| 8    | Madison Hubbell / Keiffer Hubbell   | États-Unis  | 143.28 | 7             | 27.17         | 10              | 43.07           | 6           | 73.04       |
| 9    | Pernelle Carron / Lloyd Jones       | France      | 140.27 | 9             | 26.28         | 8               | 45.18           | 10          | 68.81       |
| 10   | Zoé Blanc / Pierre-Loup Bouquet     | France      | 138.12 | 10            | 24.08         | 9               | 44.24           | 9           | 69.80       |

## Sources
- Résultats du Trophée Eric Bompard 2009
- Patinage Magazine N°120 (Décembre 2009-Janvier 2010)